# 1730 w literaturze
Wydarzenia literackie w 1730 roku.

## Nowe książki
- Anon. – The Grub-Street Journal (pismo, 418 issues)
- Joseph Addison – The Evidence of the Christian Religion (pośm.)
- John Banks – The Weaver’s Miscellany
- Thomas Cooke as „Scriblerus Tertius” – The Candidates for the Bays
- Philip Doddridge – Free Thoughts on the Most Probable Means of Reviving the Dissenting Interest
- Stephen Duck – Poems on Several Subjects
- Johann Christoph Gottsched – Versuch einer kritischen Dichtkunst für die Deutschen
- John Hervey, 2. baron Hervey – Observations on the Writings of the Craftsman
- George Lyttelton, 1. baron Lyttelton – An Epistle to Mr. Pope
- Matthew Pilkington – Poems on Several Occasions
- Jonathan Swift – A Libel on D--- D------, and a Certain Great Lord
- Elizabeth Thomas – The Metamorphosis of the Town
- James Thomson – The Seasons
- Matthew Tindal – Christianity as Old as Creation
- William Whiston – Life of Samuel Clarke
- William Wotton – A Discourse Concerning the Confusion of Languages at Babel (posth.)
- Edward Young – Two Epistles to Mr. Pope